# Forêt de Chaux
La forêt de Chaux est une forêt située à l'est de la ville de Dole dans les départements du Jura et du Doubs. Elle constitue l'un des plus vastes massifs de feuillus de France et particulièrement de chênes.

## Présentation
Elle est la deuxième plus vaste forêt feuillue de France avec ses 20 493 hectares (environ 28 km de long × 16 km de large), après la forêt d'Orléans. La partie domaniale, en son centre, avec ses 13 093 ha  est au 9e rang des forêts de métropole. Chaux constitue un des rares grands massifs conservé presque d'un seul tenant. On y trouve le plus grand « cercle inhabité » du département du Jura, avec environ 4,5 km de rayon.
La forêt est découpée en parcelles par 1 330 routes forestières, sommières et laies. Plusieurs routes dont certaines à circulation réglementée la traversent ainsi que la voie ferrée Paris-Lausanne. Un camp militaire a été aménagé près de la maison forestière la Châteleine (6e colonne, route du Grand contour), XXIe siècle, démantelé et fermé.

### Forêts domaniale et communales
La forêt domaniale  occupe le cœur du massif de Chaux ; elle se répartit entre 16 territoires communaux de villages périphériques. Le complément est constitué d'une ceinture de 28 forêts communales (6 780 ha) qui résultent du cantonnement des droits d'usages au XIXe siècle et de quelques forêts privées (620 ha : Bois du Baron et Bois du Deffois). Seules deux enclaves, le village de La Vieille-Loye avec ses hameaux de la Motte et des Turots (900 ha) et la clairière de la Vieille Verrerie rompent la continuité de la forêt. La quasi-totalité du massif est gérée par l'ONF.

## Géographie

### Situation
Les communes concernées sont Arc-et-Senans, Byans-sur-Doubs, Fourg, Liesle, Roset-Fluans, Villars-Saint-Georges, Augerans, Belmont, La Bretenière, Chatelay, Chissey-sur-Loue, Courtefontaine, Dole, Éclans-Nenon, Étrepigney, Falletans, Fraisans, Germigney, Lavans-lès-Dole, La Loye, Montbarrey, Our, Plumont, Rans, Rochefort-sur-Nenon, Salans, Santans, La Vieille-Loye, Villette-lès-Dole.

### Géologie

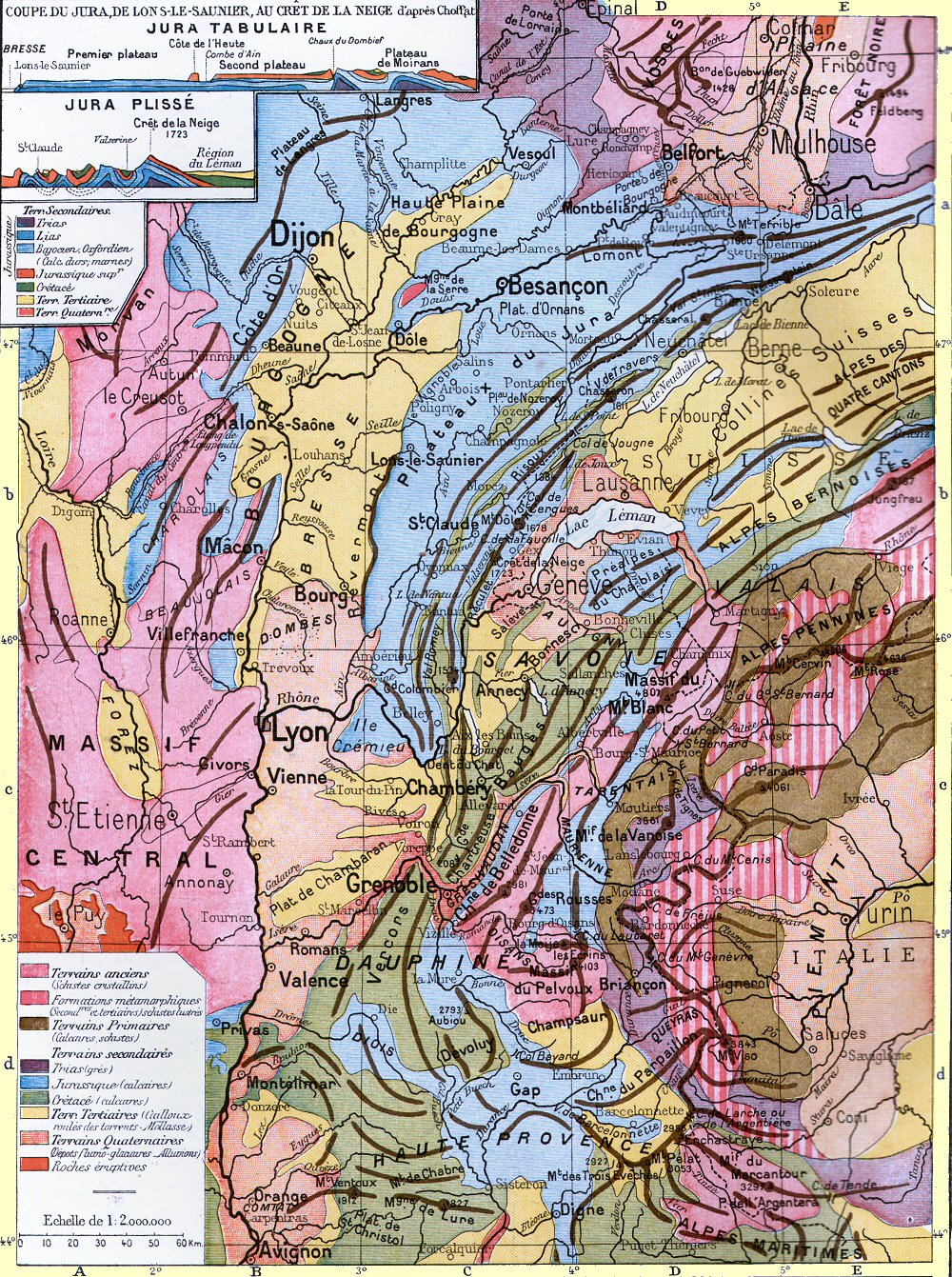
Carte géologique du Jura et des vallées de la Saône et du Rhône.

La géologie de la forêt de Chaux hérite en grande partie de l'ancien cours de l'Aar-Doubs, modifié notamment par les mouvements alpins. En effet, le Rhin et l'Aar n'ont pas toujours emprunté le fossé rhénan en direction de la mer du Nord. Entre le Pliocène et le Villafranchien, les rivières alpines Aar et Doubs, par une circonvolution empruntant le cours du Doubs, venaient se jeter dans la plaine bressane. La forêt occupe les restes du vaste delta Pliocène de l’ancien Aar-Doubs qui se jetait dans le lac de la Bresse sous forme d’un glacis faiblement incliné nord-est/sud-ouest. Le sous-sol est principalement constitué d’un puissant ensemble de cailloutis, communs à la forêt de Chaux et au Sundgau, cimentés dans une pâte argileuse à fortes variations locales et très généralement surmontés de limons. Ces cailloutis n'affleurent que sur les pentes ou en fond de vallons.

### Hydrologie
La nature du sous-sol et des sols conditionnent l'hydrologie souterraine et de surface et la distribution des groupements végétaux. Le plateau central est caractérisé par une nappe perchée intermittente alimentée par les pluies. La Clauge et son affluent, la Tanche, traversent la forêt d'est en ouest et constituent les principaux ruisseaux permanents de la forêt. Elle se confond avec son propre bassin d'alimentation  et est drainée et irriguée par un dense chevelu de rus (ruisseaux) temporaires et souvent intermittents.
Le phréatisme hélocrène donne naissance à différents ruisseaux comme la Doulonne, les ruisseaux de Plumont, de la Bretenière, d’Our, de Bief, à  Falletans, au nord et du ruisseau de Gouvenon, au sud. Situés aux marges de la forêt, ils drainent des bassins versants isolés et de faible taille. Également temporaires dans leur partie amont, ils confluent directement avec le Doubs entre Fraisans et Dole et avec la Loue entre Arc-et-Senans et Villette-les-Dole. Les portions non permanentes de nombreux ruisseaux du massif abritent parmi les plus riches peuplements d’hépatiques du réseau hydrographique franc-comtois.
Dans ce contexte forestier, les cours d'eau constituent un important facteur de diversification du milieu. La qualité des eaux est optimale et, compte tenu du contexte forestier, leurs caractéristiques morpho-dynamiques et biologiques sont tout à fait originales. Au côté d’espèces de vertébrés protégés et à forte valeur patrimoniale comme la très rare lotte de rivière, le chabot ou la lamproie de Planer, très abondante et dont les frayères sont ici parmi les plus spectaculaires du réseau hydrographique franc-comtois, figure des peuplements de petite faune aquatique à haut intérêt patrimonial régional. Dans la Clauge, ces biocénoses tirent leur originalité du mode d’alimentation des sources, de l’amplitude thermique et de l’apport foliaire. La particularité la plus remarque de ce territoire est la présence d'Arthroplea congener, espèce d'éphémère relictuelle, à la biologie originale et spécialisée dont la répartition est boréale, à l'exception d'autres stations ponctuelles et isolées en Allemagne, Suisse, Autriche, Pologne etc. Les autres mentions d'espèces remarquables portent sur la présence de trois espèces de plécoptères, Dyctiogenus ventralis, Capnia nigra et Zwicknia (Capnia) bifrons. La première peut-être considérée comme un témoin de l’ancien cours d’eau pliocène qui a fondé les parentés faunistiques actuelles du Doubs supérieur, de l’Aar, du Danube et du Rhin. La seconde, élective des litières de débris végétaux, est exclusives du site, à l’exception de deux stations sur le haut Drugeon et le haut Dessoubre. Ces ruisseaux abritent également la plus belle population franc-comtoise et de France.
Les cours supérieur et moyen de la Doulonne forment une vallée très particulière où les eaux courantes froides s'écoulent sur cailloutis siliceux plus grossiers que ceux de la Clauge et proviennent de sources intraforestières protégées de toutes pollutions. Ce ruisseau structure un vaste complexe de forêts humides (aulnaies, aulnaies-frênaies, aulnaies-érablières, chênaies pédonculées) à forte valeur patrimoniale ainsi que la lamproie de Planer et un riche cortège d’invertébrés benthiques inféodés aux conditions intraforestières et apparenté à celui de la Clauge supérieure. Dans la haute vallée des Doulonnes Capnia bifrons, élective d’eaux plus fraîches, remplace Capnia nigra.
Au nord du massif, un riche ensemble de vallons marécageux, donnant sur la vallée du Doubs entre Éclans-Nenon et Plumont, constituent un réseau de zones humides dominées par les aulnaies marécageuses : aulnaies-saulaies à sphaignes sur tourbe, aulnaies à crin végétal, aulnaies à laîche allongée, aulnaies à populage et grandes laîches. Cet ensemble de vallons abrite plusieurs espèces protégées : lamproie de Planer, sonneur à ventre jaune, osmonde royale, fougère des marais, carex faux-souchet. Une hygrométrie élevée permet la rencontre d’espèces montagnardes ou subatlantiques inhabituelles en plaine. Dans la forêt communale de Liesle, un réseau de mares forestières installé sur des marnes assure une importante fonction de relais pour un riche cortège d’amphibiens. Elles sont colonisées en périphérie par des cariçaies, des aulnaies-frênaies amphibies abritant une très belle station de fougère des marais. La chênaie pédonculée-frênaie complète ces ensembles végétaux.

#### Sources
Le réseau hydrographique dense est à l'origine de bon nombre de sources permanentes, réputées potables, dont la plus connue des Dolois est la fontaine des Prés Bas ou fontaine Lecomte. Sur la commune d' Étrepigney, en parcourant le sentier du guêpier, on découvrira la fontaine de la Jourmaine. Aménagée en 1994, cette source fraîche (11°) et très peu minéralisée a un débit de 1800 l/h ; elle alimente le Bi des Mouilles, petit ruisseau coulant 30 m plus bas.
Nombreuses sont les sources confidentielles ne figurant pas sur les cartes au 1/25000e.

#### Ruisseaux
Selon une étude financée par l'Europe (Life-Nature), il y avait en 2006-2007 350 km de cours d'eau (dont seulement 20 km en régime permanent), avec :
- 80 km de ruisseaux curés ou rectifiés (contribuant à sur-drainer la forêt)
- 220 km contenant du bois mort
- 5 km avec végétation inférieure à 3 m
- 4 km avec ripisylve de résineux purs
- pas ou peu d'espèces envahissantes sur les berges ou dans l'eau
- avec :
  - 1 200 gués (dont 930 présentant des berges dégradés) avec 52 km avec présence de cloisonnements
  - 400 passages busés et 30 ponts

Depuis, une partie des méandres antérieurement rectifiés ont été restaurés.

## Historique

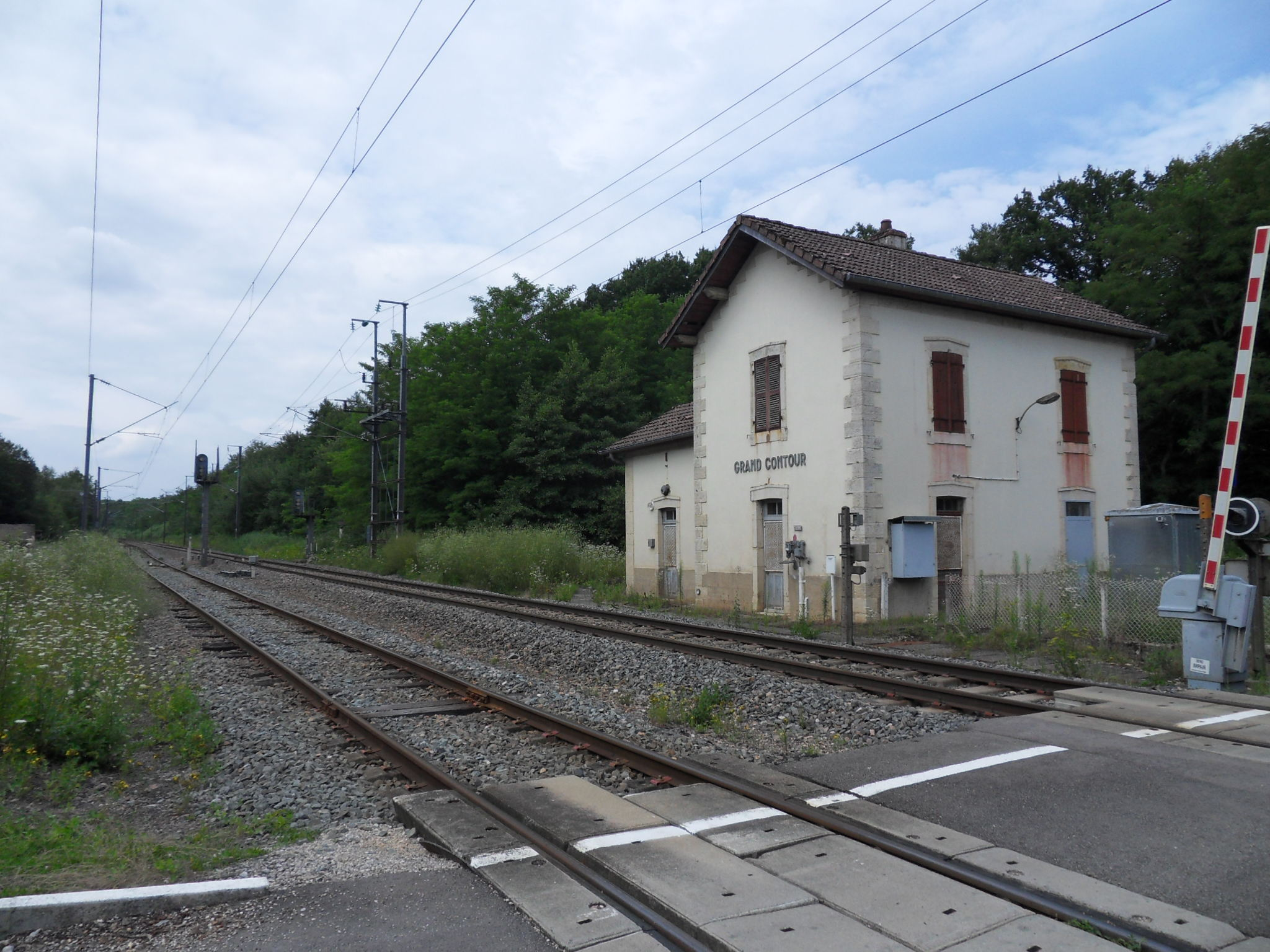
La fragmentation forestière est un problème en forêt de Chaux ; fragmentée par 350 routes se croisant à 7 carrefours principaux, et une voie ferrée qui traverse le massif.

À partir du XIIIe siècle elle abrita une population composée de bûcherons-charbonniers, forgerons, laveurs d'écorce… 600 personnes y séjournaient encore au début du XIXe siècle.
Les possibilités offertes par les ressources en bois de chauffage de la forêt de Chaux ont déterminé le choix de cet emplacement pour édifier la saline royale d'Arc-et-Senans en 1775.
Une importante verrerie a fonctionné à La Vieille-Loye de 1295 à 1931. Les forges de Rans et Fraisans furent implantées à proximité immédiate.

## Écologie
- La forêt est classée zone naturelle d'intérêt écologique, faunistique et floristique (ZNIEFF) de type II (sur un peu plus de 22 509 ha)[5].
- La quasi-totalité du massif est classé zone de protection spéciale (ZPS) du réseau Natura 2000, pour les oiseaux[6].
- 1 885 ha du massif sont classés au titre de la directive habitat du réseau Natura 2000 pour sa partie dénommée « Vallons forestiers, rivières, ruisseaux, milieux humides et temporaires de la forêt de Chaux »[7].
- Une étude (ONF, 2006-2007) ayant montré qu'une partie importante du réseau des ruisseaux a été drainée (après guerre, dans le cadre de travaux dits d'assainissement des milieux hydromorphes ou qu'ils ont été dégradés par des aménagements divers. Ceci a contribué à diminuer l'inertie hydraulique du milieu et à rendre la forêt plus vulnérable aux sécheresses et donc au dérèglement climatique. L'ONF et l'Université de Franche-Comté ont mis en place un plan de restauration des ruisseaux de tête de bassin et de leurs méandres, financé par le programme Life, dit « Ruisseaux de tête de Bassin et faune patrimoniale associée ». Les ruisseaux qui avaient été rectifiés et plus ou moins canalisés ont été  renaturés, en forçant l'eau à retrouver le cours des anciens méandres, au moyen de techniques douces de génie écologique (conservation des embâcles naturels et poses de bouchons (barrages) et contre-bouchons de terre sur les ruisseaux rectifiés). Ces travaux (2007-2008) ont porté leurs fruits. Le régime hydrique et l'effet tampon ayant été confirmé par une étude piézométrique (écoulement prolongé d'une semaine au printemps, et poches d'eau conservées 3 semaines de plus dans l'année). La faune invertébrée en bénéficie déjà après quelques dizaines de mois[8],[4],[9].

### Flore et phytosociologie
Le vaste ensemble feuillu collinéen de Chaux abritent 8 principaux groupements forestiers :
- la chênaie sessiliflore-boulaie subcontinentale à luzule blanchâtre développée sur les versants bien exposés où affleure le cailloutis de la forêt de Chaux indique des conditions stationnelles extrêmement xériques et très acides. Elle se présente sous forme d’une cépée de chêne sessile sur un sous-bois clair peuplé d’abondants coussinets de Leucobryum glaucum. En Franche-Comté, on ne retrouve des forêts équivalentes que dans le massif de la Serre et dans les régions périvosgiennes ;
- la hêtraie-chênaie-(charmaie) médioeuropéenne acidophile à luzule des bois et luzule blanche (Fago-Quercetum) couvre de larges superficies sur les plateaux du massif. Cette formation très frugale se développe sur des sols limoneux très oligotrophes affectés d’engorgements temporaires durant l’hiver et le printemps. Malgré ces conditions difficiles, les stations abritent une futaie mélangée de chênes et de hêtres d’assez bel aspect et de qualité moyenne ;
- la chênaie pédonculée-boulaie (Molinio-Quercetum roboris) occupe les zones les plus engorgées des plateaux. Localement, elle couvre des surfaces assez importantes surtout au nord-est du massif. Il s’agit de formations boisées ouvertes, à base de chêne pédonculé, bouleau verruqueux et aulne, dominées au sol par la molinie. Elles proviennent souvent de la recolonisation d’anciens «vides» ou «places vaines» générés par une surexploitation historique (ancienne métallurgie) ; certaines zones comme «la Steppe» situées sur des sols très contraignants, ont résisté aux tentatives de boisements ;
- la hêtraie-chênaie-charmaie médioeuropéenne mésotrophe à pâturin de Chaix (Poa chaixii-Carpinetum) relaie la hêtraie-chênaie acidiphile à Luzule en bordure de vallon et dans toutes les situations où le sol s’enrichit sensiblement en sels minéraux ;
- la chênaie pédonculée à pâturin de Chaix et crin végétal (Poo chaixii-Quercetum robori) est l’association dominante des fonds de vallon bien alimentés en eau. Elle couvre de grandes surfaces dans la vallée de la Clauge et l’exubérance du crin végétal (herbe à matelas) lui donne localement une physionomie très particulière ;
- le chenal parsemé d’îles sableuses de la Clauge accueille une aulnaie alluviale (Alno-Padion) à fougères de composition et d’aspect très originaux ;
- des aulnaies marécageuses très diversifiées s’insèrent dans tout le système hydrographique. Elles sont bien développées en bordure de la vallée de la Clauge, des Doulonnes et caractérisent toute une série de vallons marécageux donnant sur la vallée du Doubs. Elles hébergent des espèces animales et végétales très particulières (fougère des marais, groupements à sphaigne, à grands carex ou à molinie bleue et calamagrostis…), elles participent beaucoup à la diversité d’ensemble du massif. L'aulnaie marécageuse à calamagrostis des marais sur tourbe de la forêt de Our constitue un exemple remarquable de ce type de groupement ;
- la partie est du massif (forêts de Fourg et de Liesle) correspond à la bordure calcaire du Jura. Dans ces conditions, se développent d'autres formations forestières comme les hêtraies neutrophiles (ou hêtraie-chênaies) (Scillo-Carpinetum). Ce groupement montre une flore herbacée assez diversifiée dont quelques espèces remarquables comme le lys martagon ou l'isopyre faux pygamon[10].

### Oiseaux
Dans ce massif, où de grandes superficies sont particulièrement propices à la présence d’oiseaux caractéristiques des forêts vieillies, vivent plusieurs espèces de pics (mar, cendré, épeiche, épeichette et noir), des rapaces tels que la bondrée apivore et le milan noir, ainsi que la cigogne noire.

### Champignons
La forêt de Chaux a longtemps été réputée pour la cueillette d'espèces nobles de champignons comestibles (girolle, chanterelle en tube, trompette de la mort, cèpe de Bordeaux, etc.). Cette réputation, largement extra-régionale, a provoqué un afflux important de ramasseurs de champignons pratiquant d'importantes cueillettes.
Le phénomène a pris une telle ampleur que l'Office national des forêts a réglementé la cueillette à 2 kg/personne/jour. Cette réglementation est maintenant obsolète, tant les nappes de champignons se sont raréfiées, en particulier les girolles.

## Singularités

### Bornes-colonnes

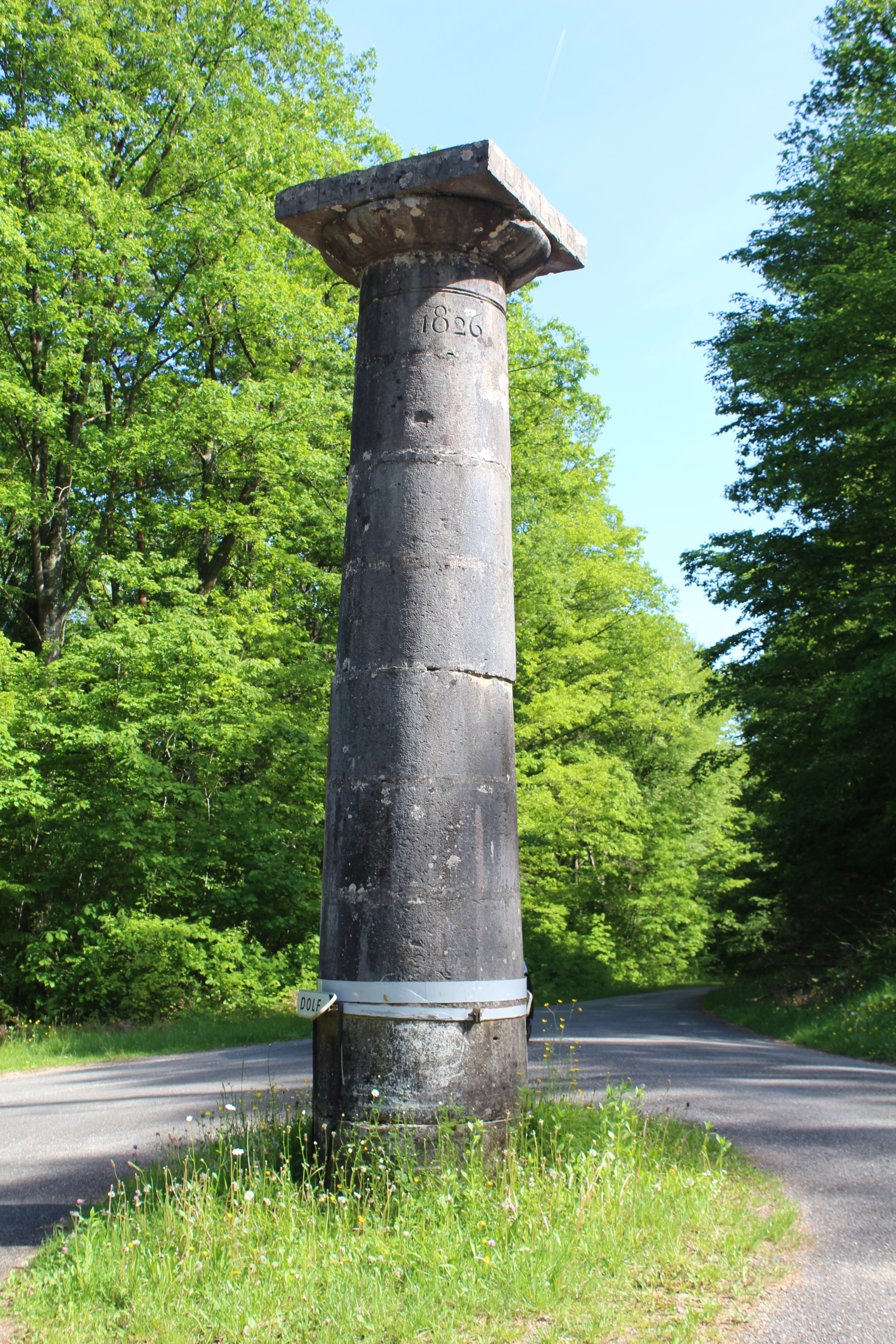
1re borne-colonne.

Huit colonnes, appelées bornes-colonnes ou colonnes Guidon, ont été érigées au XIXe siècle aux principaux carrefours de la forêt, alignées d'ouest en est le long de sa route centrale, pour servir de bornes géographiques.
Il en subsiste sept aujourd'hui, la borne no 7 ayant été retirée. Elles sont inscrites aux monuments historiques depuis 2013.

### Hameaux des bûcherons-charbonniers

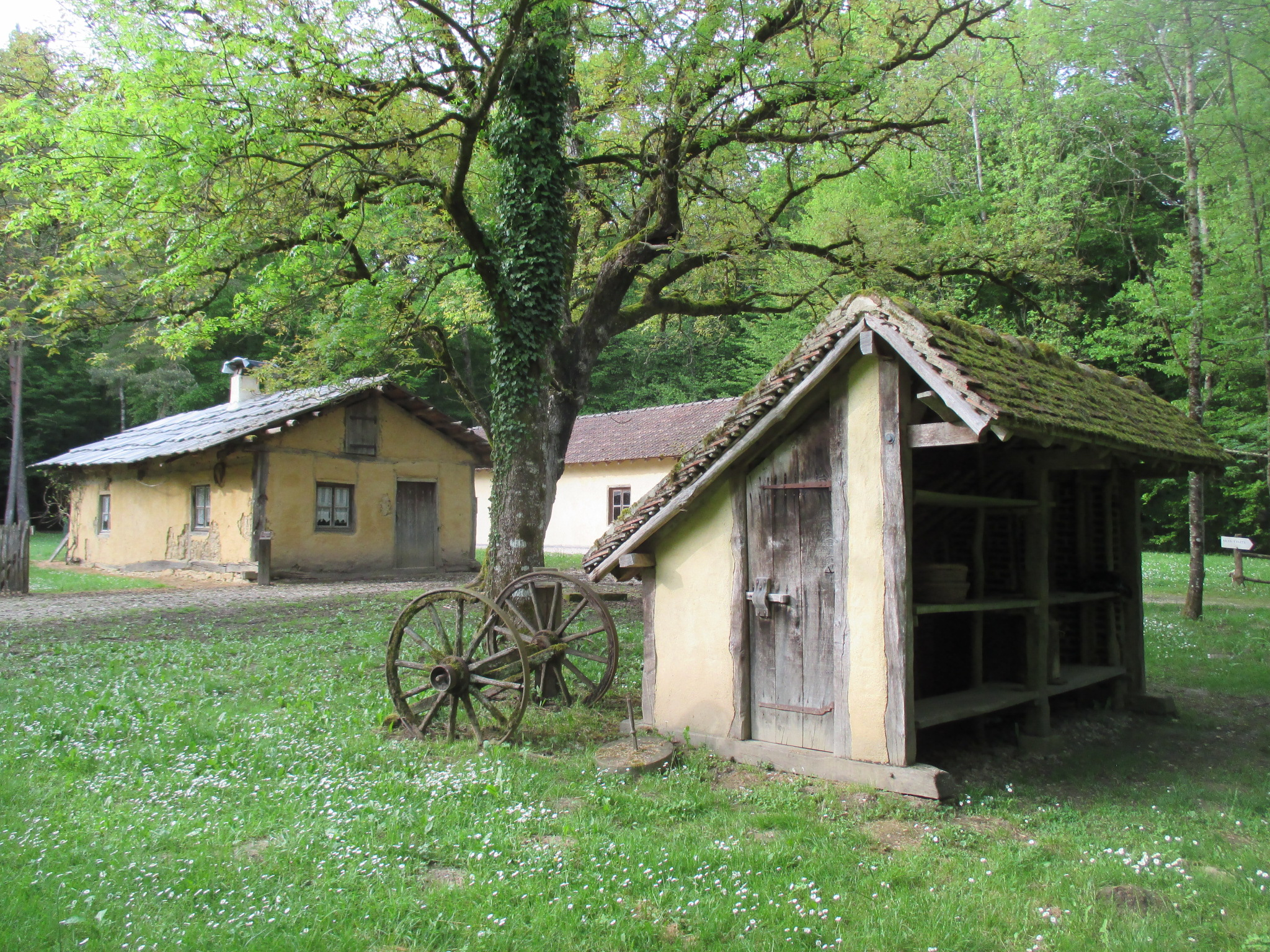
Baraques du 14 de la forêt de Chaux.

Dernier hameau des bûcherons-charbonniers qui peuplaient autrefois la forêt de Chaux, le site des baraques du 14 est devenu le lieu incontournable de découverte de cette forêt. Près de la Vieille-Loye, quatre habitations, deux fours à pain et un rucher composent cet habitat dont la plus ancienne maison date du XVIe siècle. Un sentier forestier permet la découverte d’autres éléments de ce patrimoine dont un chantier de carbonisation. Ce site est animé de fêtes, expositions et veillées en période estivale.

L'association des villages de la forêt de Chaux a rendu hommage à cette corporation constituée au XIIe siècle en érigeant, en 1994, un oratoire dédié à Saint-Thibaud leur patron. Situé en forêt sur la commune de la Bretenière l'édifice, recouvert de tavaillons, symbolise une meule de fabrication du charbon de bois. 

### Chênes sacrés ou chênes à la Vierge
Les Celtes considéraient les chênes de la forêt de Chaux comme les piliers d’un temple où ils invoquaient leur déesse mère. Les chrétiens ont assimilé cette croyance en incorporant dans ces arbres des statuettes de la Vierge. Six chênes sacrés sont encore visibles dont le plus vieux a 500 ans (il est situé près de Falletans). Renouant avec cette tradition, les gens de Chaux installèrent une vierge en 1993, dans un chêne proche de la deuxième colonne (sur la route forestière).

## Chasse
C'est une partie importante du revenu de l'ONF pour environ 15 % en FD de Chaux.

### Gestion de la population de cerfs élaphes
Le plan de chasse 2008/2009 a fait la "une" de l'actualité régionale à l'automne 2008. En effet, l'Office national des forêts a assigné à la Fédération des Chasseurs un tableau de chasse potentiel de 225 têtes (mâles, femelles et juvéniles). La population a été estimée par l'ONF à 550 individus. L'ONF, qui a entre autres pour mission de garantir la pérennité des forêts soumises au Régime forestier, justifie une diminution du cheptel de cerfs élaphes au regard des dégâts importants de ces populations sur les jeunes semis d'essences de reboisement (on parle d'abroutissements). Au comptage du gibier 2008, critiqué par les chasseurs et les associations de protection de la nature, ont succédé des recours auprès du tribunal administratif de Besançon et une saisie du ministère de l'Écologie, de l'Énergie, du Développement durable et de l'Aménagement du territoire par la Fondation Brigitte Bardot. Finalement, l'arrêté préfectoral a été suspendu dans l'attente d'un nouveau comptage paritaire entre l'ONF et la Fédération des Chasseurs. Le nombre de cerfs élaphes finalement prélevé a été de 188 têtes au 4 janvier 2009. La forêt de Chaux est connue pour abriter un des plus beaux spécimens français de cerf élaphe, surnommé Vincent (originellement en référence à ses vingt cors). Âgé de 16 à 19 ans, il aurait en 2019 au moins vingt-quatre cors, ce qui est rarissime à l'état sauvage. Il est retrouvé mort de vieillesse en août 2023.

## Dans la culture

### Littérature

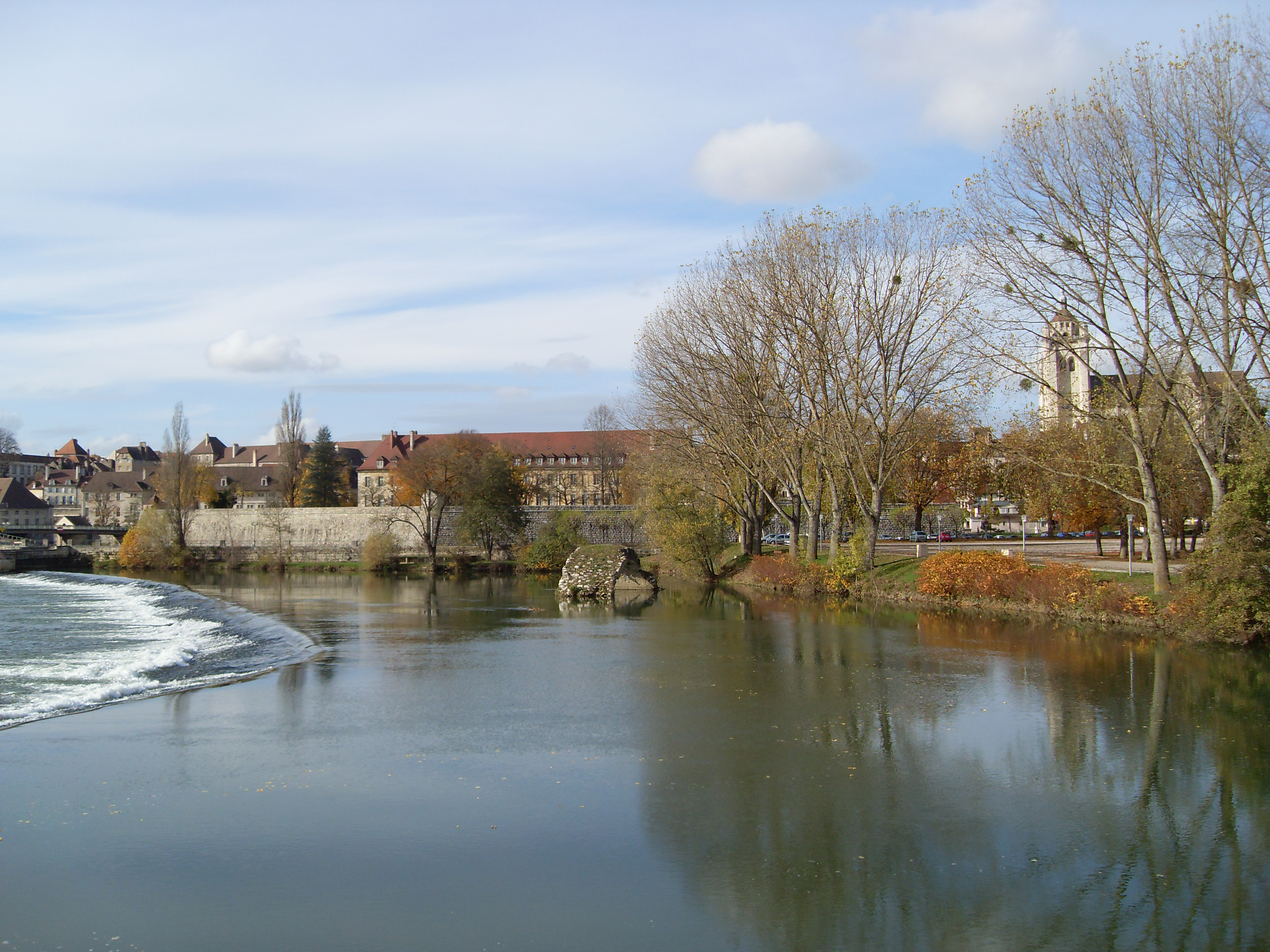
Doubs - Dole (Jura), Le Tambour du bief est un roman de l'écrivain Bernard Clavel.

La forêt de Chaux est le théâtre des romans de Jean-Louis Foncine La Forêt qui n'en finit pas et Les Chroniques du Pays Perdu. Le Relais de la Chance au Roy et La Bande des Ayacks se passent dans la proche forêt de la Serre.
Elle est aussi présente dans des romans de Bernard Clavel, une forêt qu'il connaît fort bien pour l'avoir parcourue quand il venait en vacances chez son oncle et sa tante à Dole. Il y fait référence à deux occasions importantes, d'abord dans son roman Le Tambour du bief où le héros va se retirer après qu'il a été mis d'office à la retraite.
On retrouve encore la présence de la forêt dans le cycle Les Colonnes du ciel qu'il consacre à la guerre de Dix Ans qui a sévi en Franche-Comté sous Louis XIII. Les habitants de La Vieille-Loye située dans la forêt sont contraints par la guerre de quitter leur village où ils ne reviendront que dans le tome IV de la série, intitulé Marie bon pain.

### Cinéma
- Les films La Ligne de démarcation (1966) et Je suis un no man's land (2011) ont été tournés en partie dans la Forêt de Chaux.

- Le documentaire Chaux, une forêt en mouvement de Jean-Philippe Macchioni[21],[22].

## Randonnées et balades

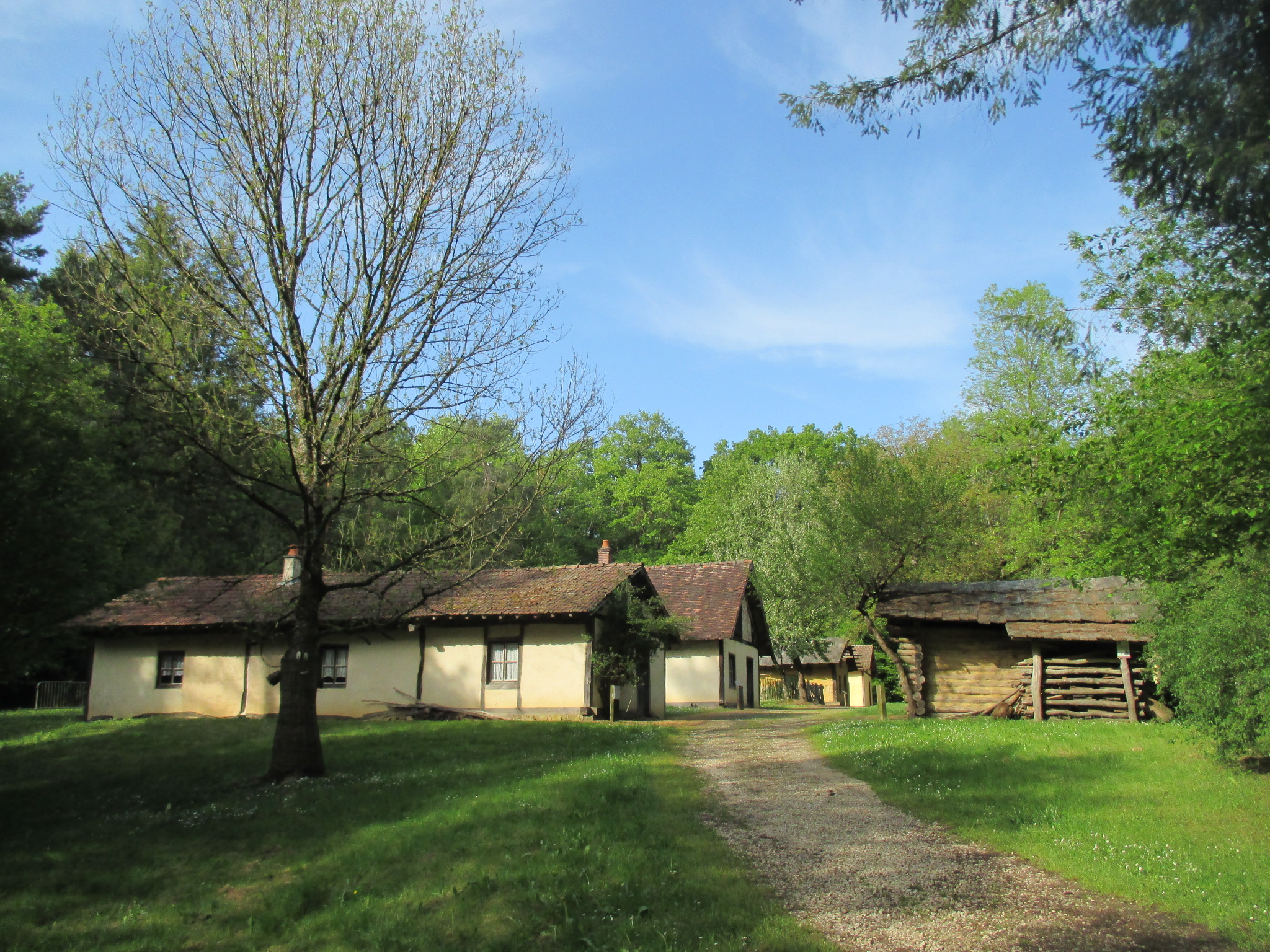
Baraques du 14 de la forêt de Chaux.

Boucles de randonnées, itinéraires et départs de randos, de balades et de promenades. Circuits divers pour toutes armateurs VTT, pédestres et chevaux.
Liste non exhaustive :
- Randonnées pédestres ou VTT dans le Jura[23].
- Boucles de randonnées à Falletans[24].
- Balades à poneys avec le centre équestre de Dole (Jura)[25].
- Dernier habitat sylvestre de bûcherons-charbonniers qui peuplaient autrefois la forêt de Chaux (La Vieille-Loye)[26].
- Une balade en forêt de Chaux[27].
- Balade aux Baraques en forêt de Chaux - Jura[28].
- La forêt de Chaux dans le Jura[29].
- Maison du Patrimoine. Orchamps, site en lisière de la forêt de Chaux[30].

## Galerie

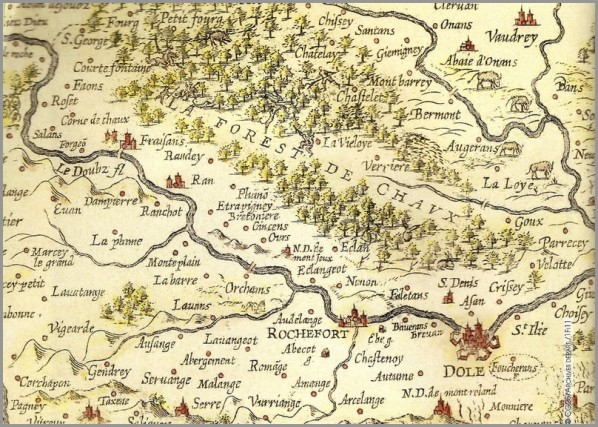
Forêt de Chaux au XVIIe siècle. Dessin de la forêt et des villages environnants.
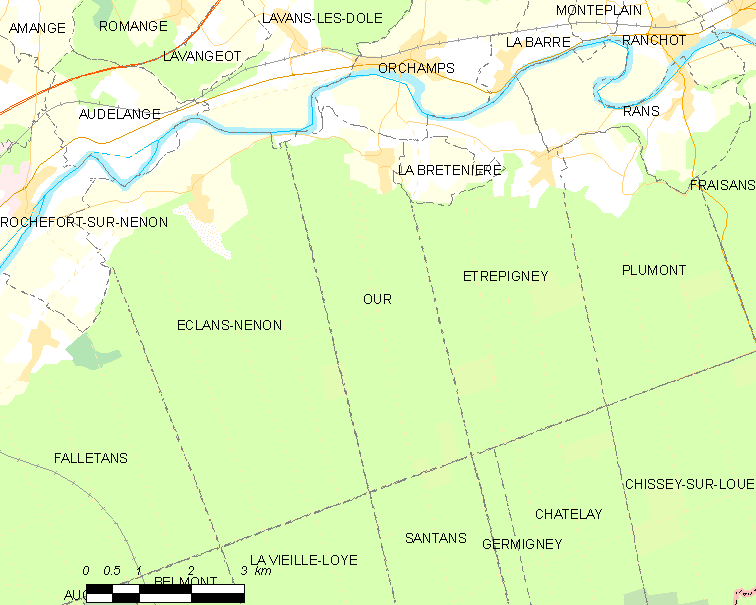
Our (Jura), légende sylvestre de Chaux.
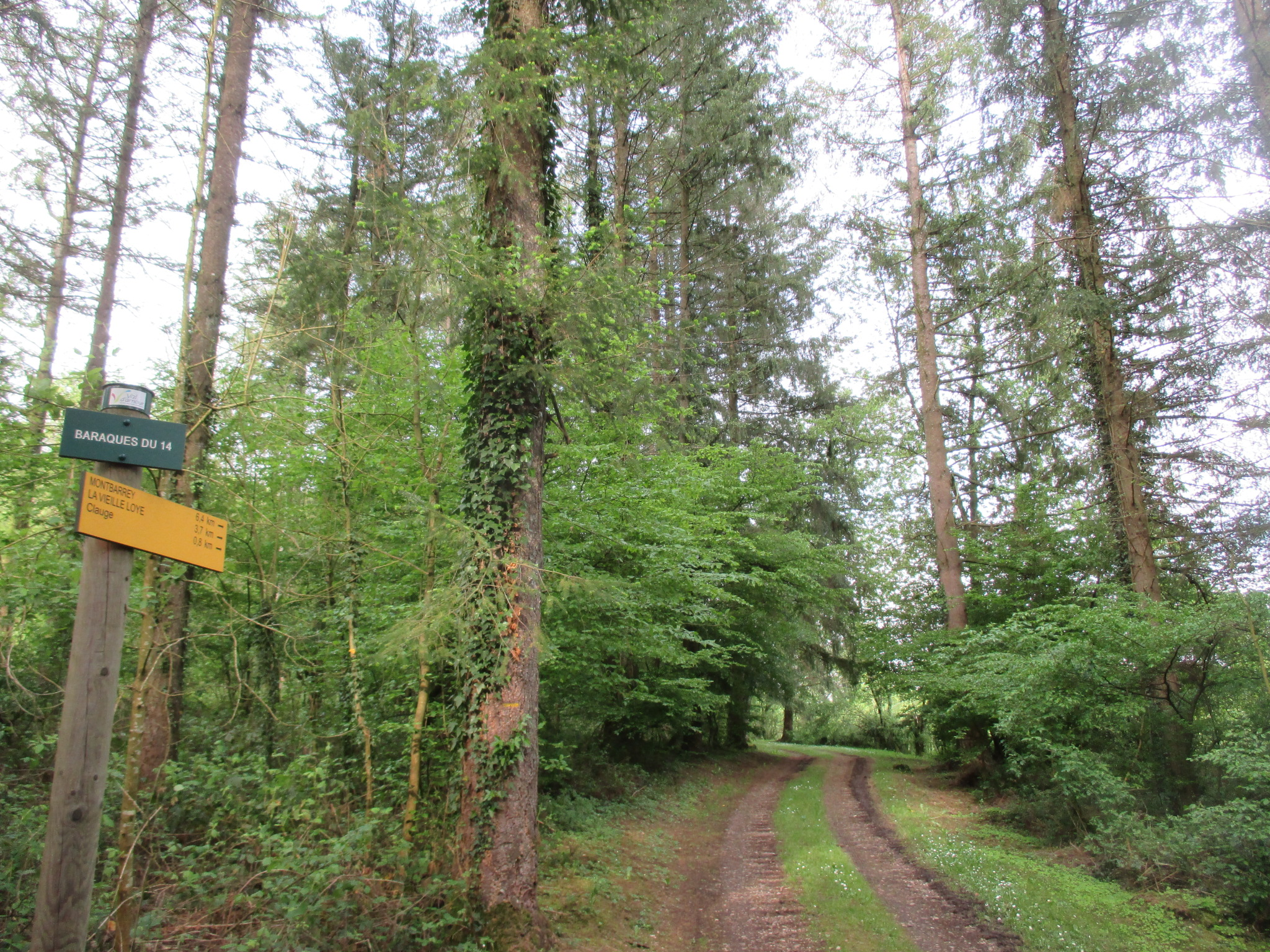
Balade en forêt de Chaux.
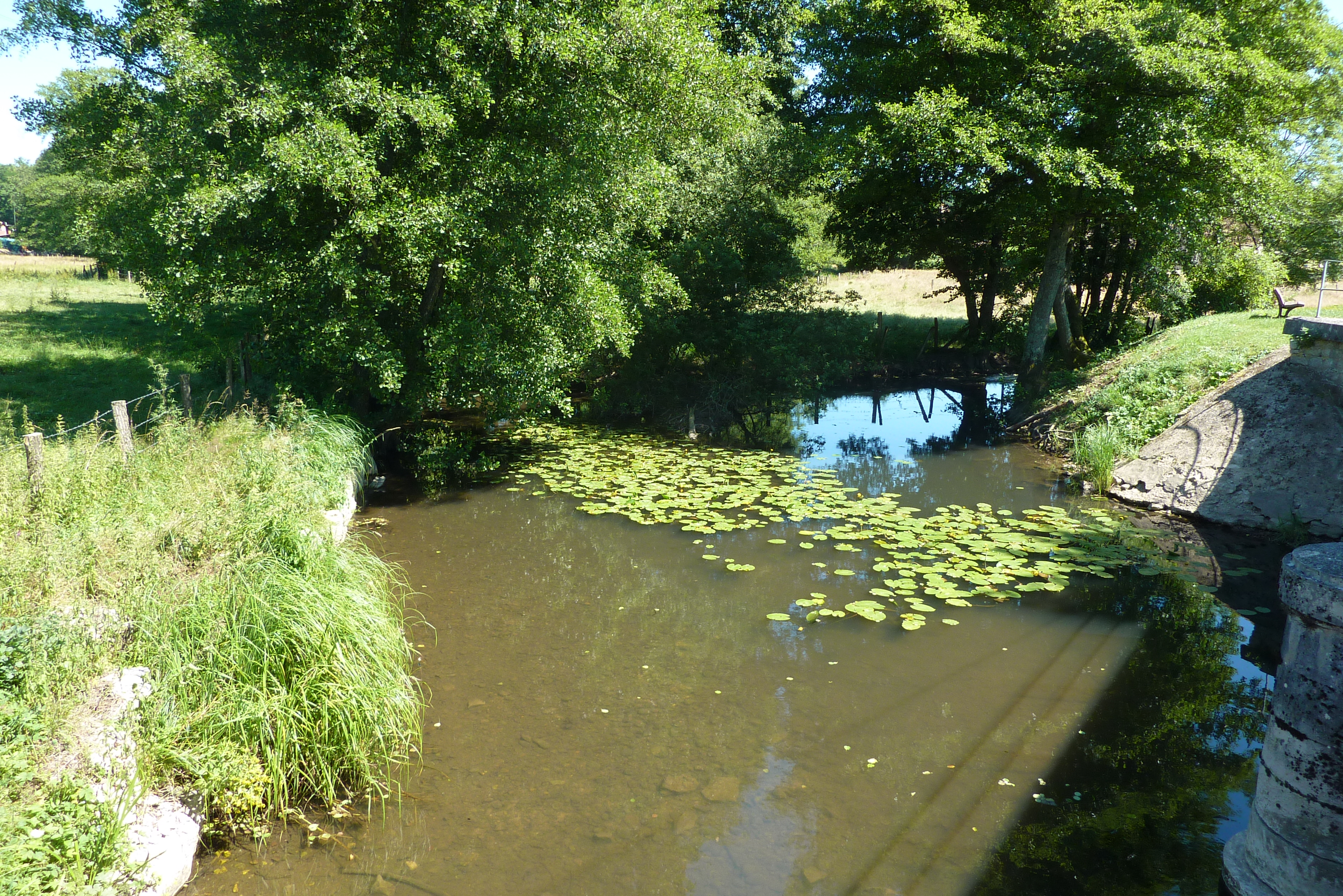
La Clauge à La Vieille-Loye au confluent avec la Tanche.
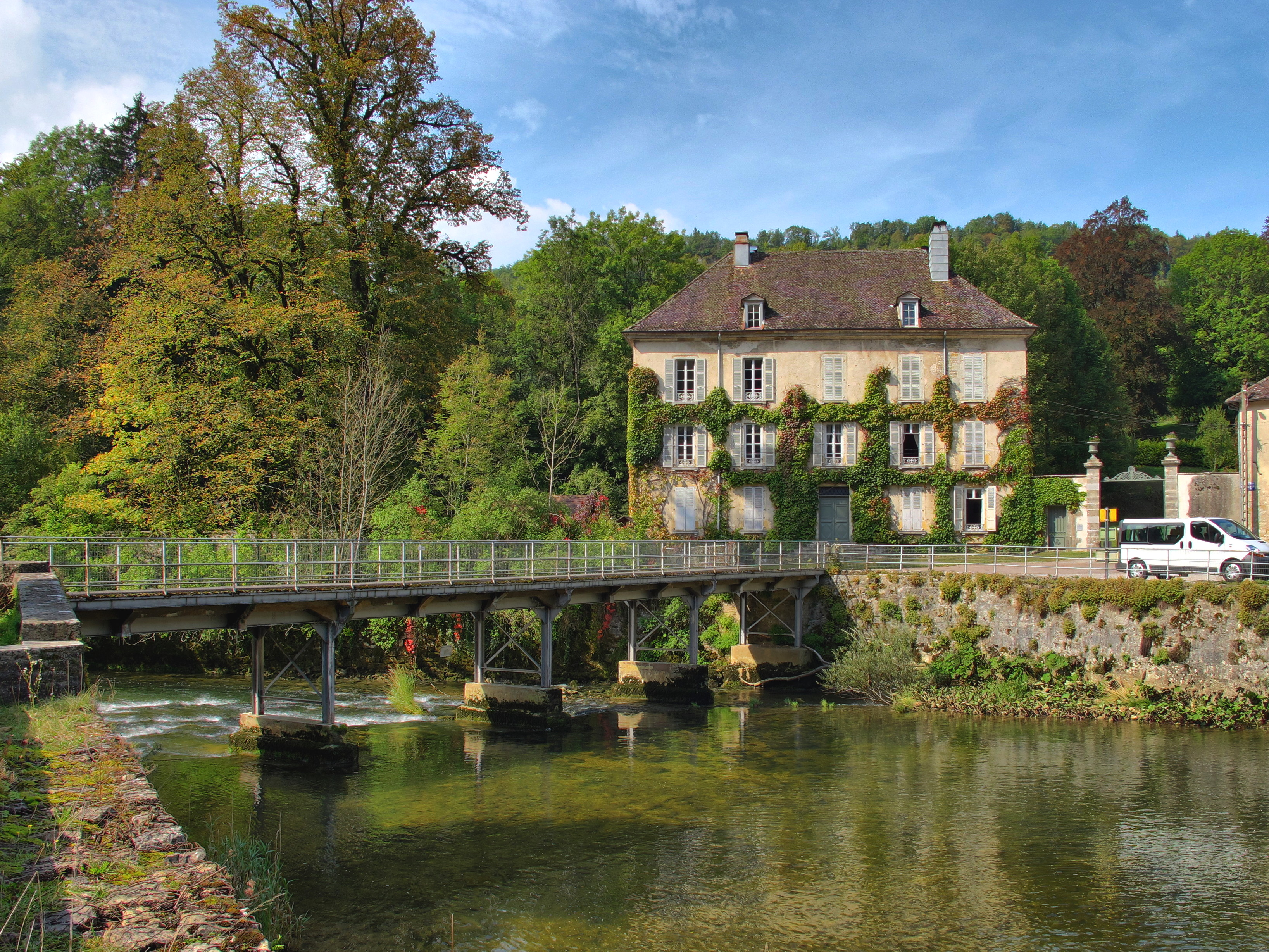
Bourg-de-Sirod, maison des maîtres de Forges.
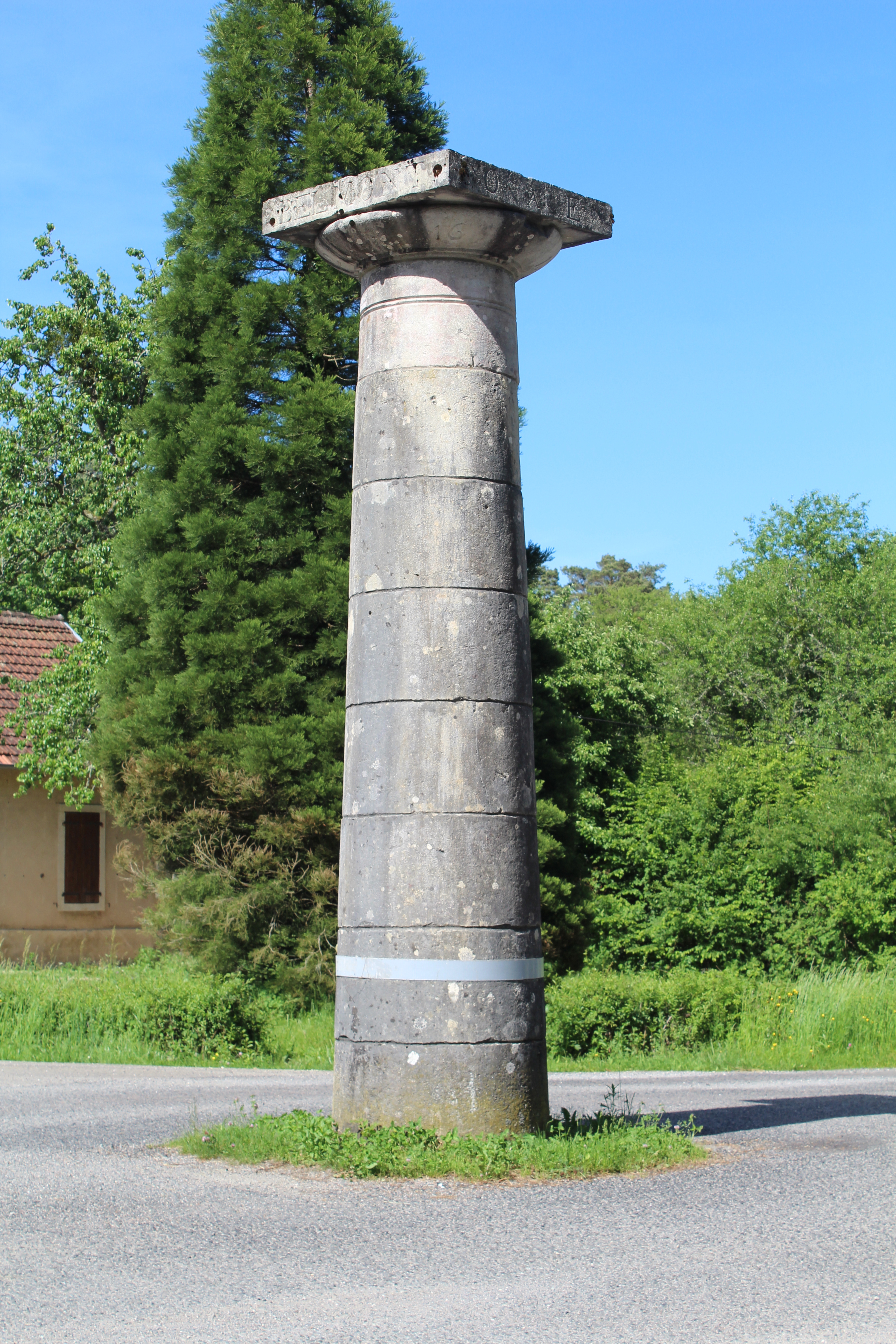
Borne Guidon no 2.
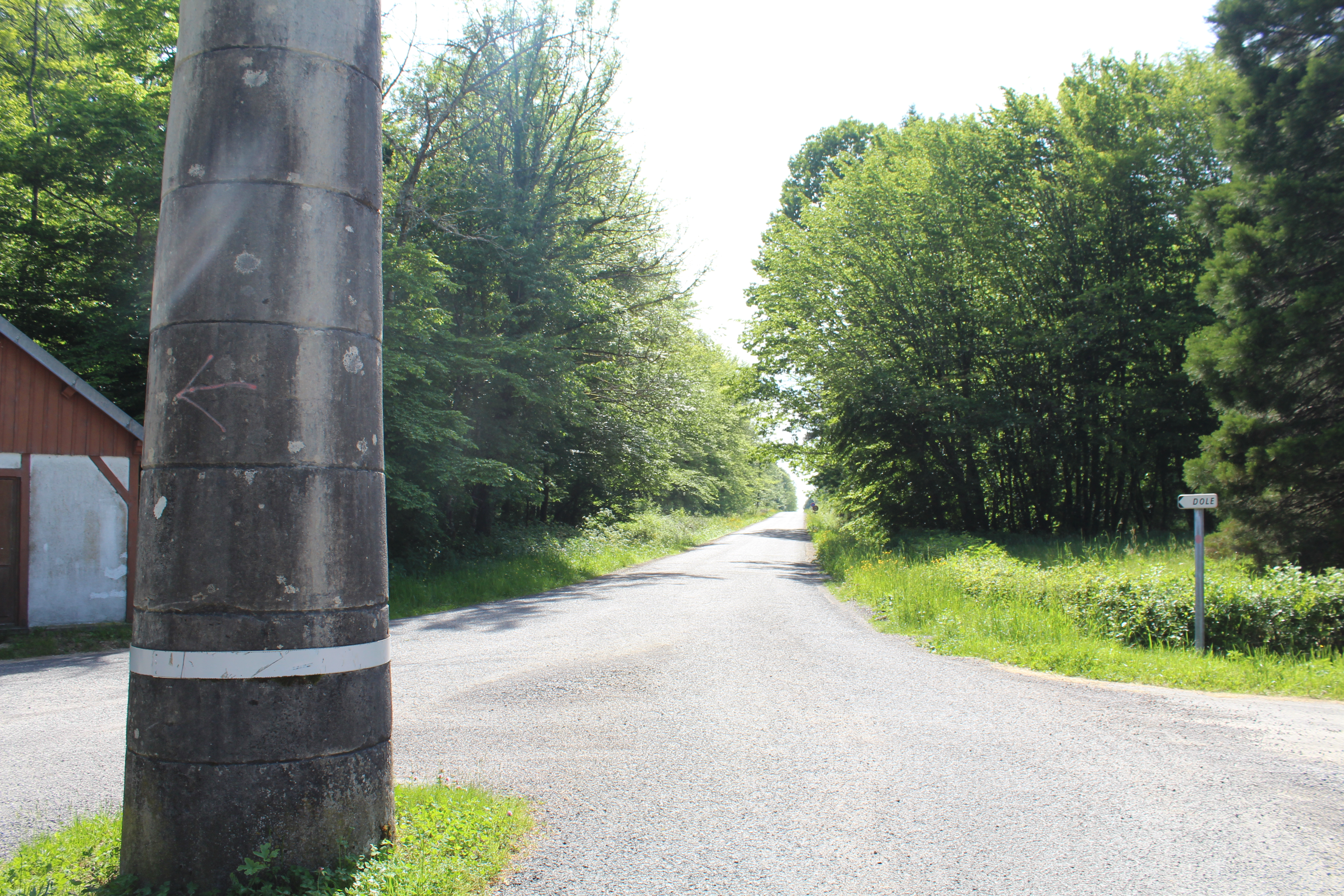
Route du Grand contour au carrefour de la borne no 2.
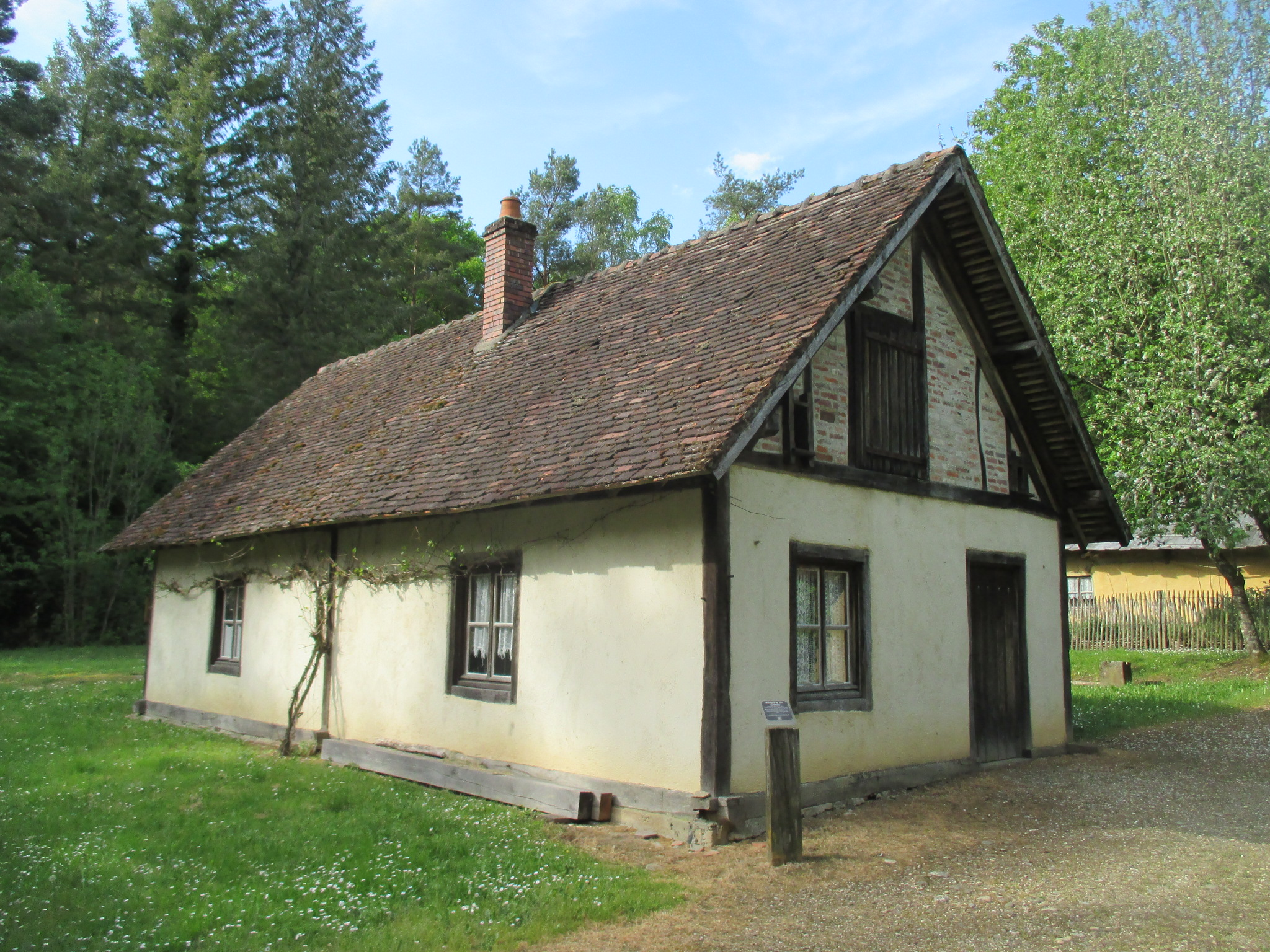
Une des baraques du 14.
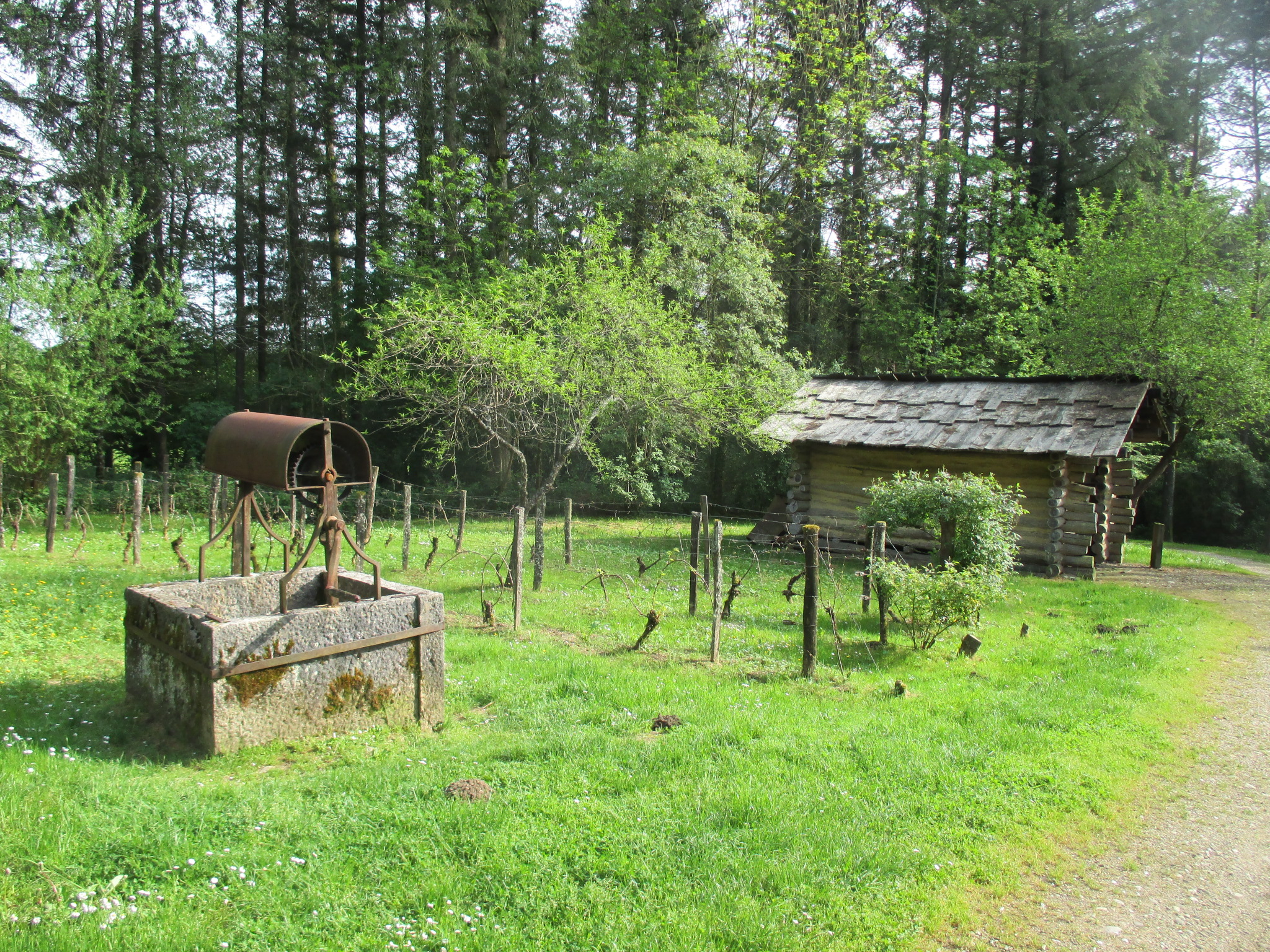
Baraques du 14 de la forêt de Chaux.
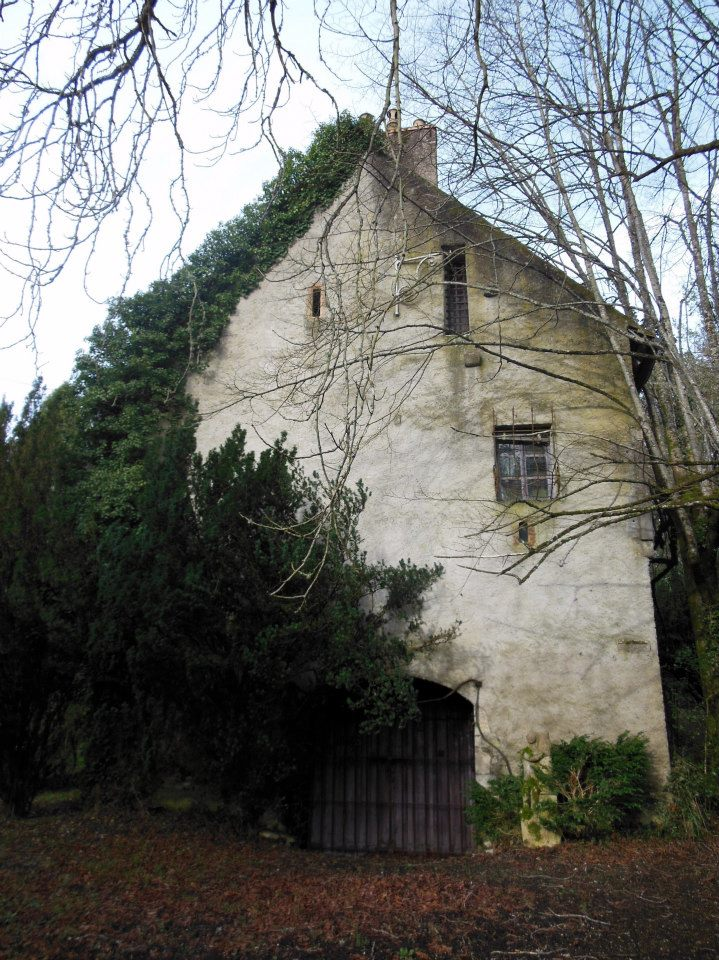
Vestiges (XVIIe siècle-XVIIIe siècle) de la Commanderie de Falletans.
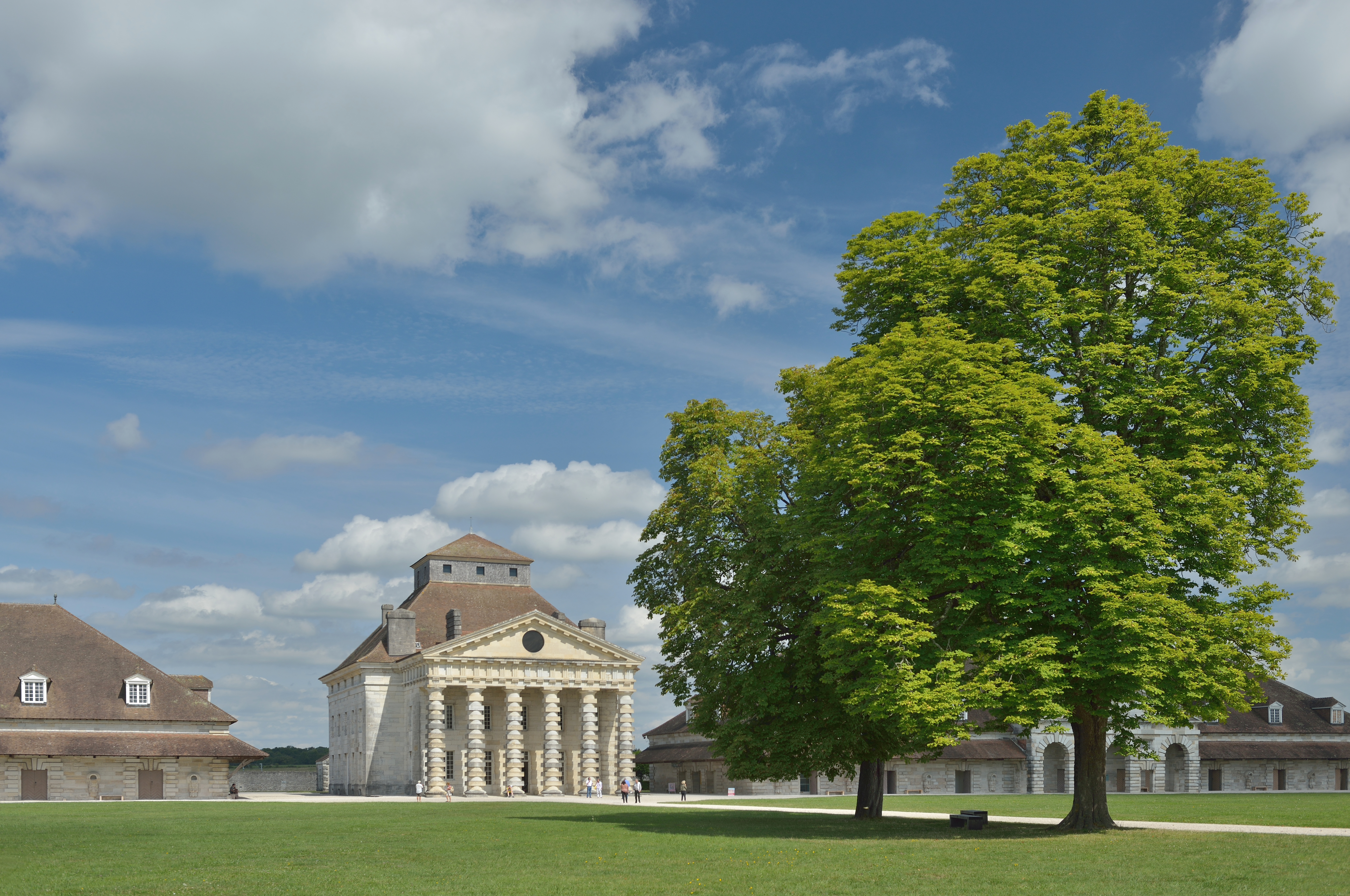
Saline royale d'Arc-et-Senans. En limite de forêt de Chaux.
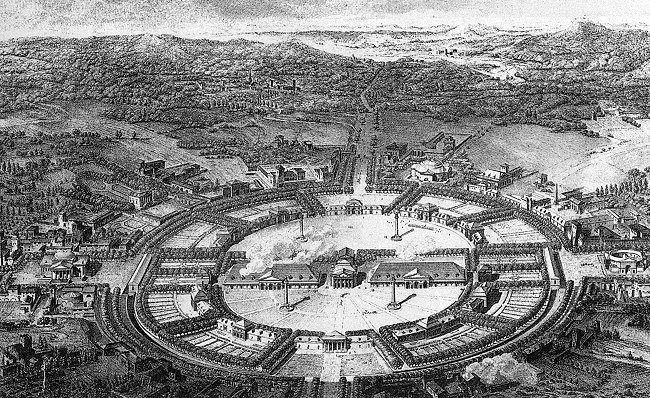
Claude-Nicolas Ledoux. Projet pour la ville nouvelle de Chaux, autour de la saline royale d'Arc-et-Senans (1804).